# 恩佩拉多尔
恩佩拉多尔，是西班牙巴伦西亚自治区巴伦西亚省的一个市镇。总面积0.1平方公里，总人口205人（2001年），人口密度2050人/平方公里。